# Chironomus plumosus
Chironomus plumosus är en tvåvingeart som först beskrevs av Carl von Linné 1758.  Chironomus plumosus ingår i släktet Chironomus och familjen fjädermyggor. Arten är reproducerande i Sverige. Inga underarter finns listade i Catalogue of Life.

## Bildgalleri

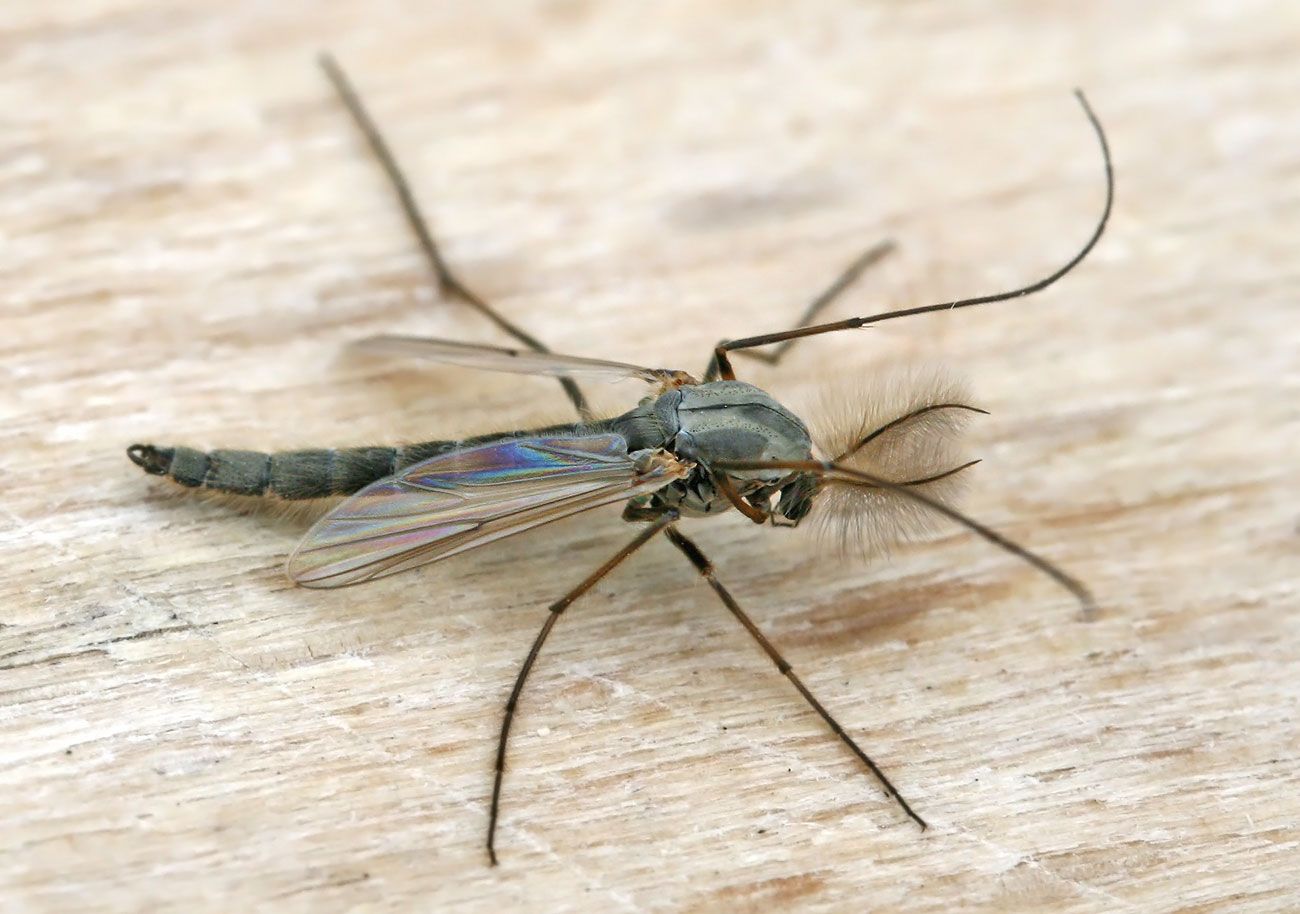